# Chiesa cattolica in Nepal
La Chiesa cattolica in Nepal è parte della Chiesa cattolica universale, sotto la guida spirituale del Papa e della Santa Sede.
Attualmente tutto il paese è compreso nel vicariato apostolico del Nepal, nel quale al 2004 risultavano 7.105 cattolici nepalesi.

## Storia
Il cattolicesimo fu predicato per la prima volta nel XVIII secolo.
Dal 1810 al 1950 il Nepal chiuse le sue frontiere e non furono ammessi missionari.
Dal 1951 i missionari sono stati di nuovo riammessi per quanto la conversione al Cristianesimo sia considerata tuttora illegale.
Nel 1990 la nuova costituzione nepalese non ha più garantito la libertà religiosa ai cristiani ma, considerando che nel maggio 2006 il Nepal è stato dichiarato uno stato laico e la costituzione sarà probabilmente riscritta, è probabile che la libertà religiosa possa essere riconosciuta.

### Origini
La storia del Cattolicesimo in Nepal si inizia con l'incorporazione nella diocesi di Funchal, in Portogallo, e nel 1533 di parte dell'arcidiocesi di Goa e Damão. Da allora fino al 1833 era parte di molte e diverse diocesi indiane. I missionari entrarono in Nepal nel 1715, quando i padri Cappuccini entrarono nella Valle di Kathmandu su invito dei re Malla. Padre Anthony Francis Sharma, che guida la missione cattolica e la prefettura dal 1983, ha affermato: "Ai sacerdoti fu data piena autorità di predicare il Cristianesimo e pure di costruire una chiesa, dedicata all'Assunzione della Vergine, all'interno del Distretto di Lalitpur".
La chiesa dell'Assunzione fu eretta nel 1760, ed un'altra chiesa, dedicata all'Annunciazione, fu costruita a Bhaktapur. Dopo l'unificazione del Nepal da parte di Prithvi Narayan Shah in un regno indù, ai sacerdoti fu chiesto di abbandonare la missione, per paura di spie britanniche.
Nel 1769 i preti e molti cristiani nepalesi si trasferirono in India, ed in particolare a Chuhair, nel Bihar settentrionale, dove sono rimasti. Un presbitero cattolico rimase in Nepal fino alla sua morte nel 1810; ma dopo di allora, non vi è notizia di alcuna presenza cristiana in Nepal fino al 1950. Il 19 maggio 1893, l'intero territorio nepalese fu aggiunto alla prefettura apostolica di Bettiah. In seguito, venne quindi considerato parte del vicariato apostolico di Patna dal 1919 fino al 1983, data della nascita della missione riguardante solo il Nepal.

### XX secolo
Con l'introduzione della democrazia nel 1951, i missionari Gesuiti iniziarono istituzioni educative, ma non fu loro permesso di evangelizzare. La Scuola di San Saverio fu eretta nel 1951.
Padre Sharma, nel giorno di Pasqua del 1986, ha predicato in una stazione di polizia ad alcuni parenti non cristiani di fedeli che frequentano la chiesa. La conversione al cristianesimo venne vietata dalla legge, e tale divieto fu reiterato dalla Costituzione del 1990 che ha creato una democrazia multipartitica. Dal 1990, la legge non è stata fatta rispettare.

### Oggi
A livello diplomatico, il Nepal ha attivato lo scambio di ambasciatori con la Santa Sede. Prima che il re Gyanendra fosse spogliato dei suoi poteri dal Sansad (il parlamento nepalese), vi era stata speranza di un riconoscimento ufficiale da parte dello stato, in quanto il re era stato educato in una scuola cattolica ed era discepolo dell'attuale prefetto apostolico, il nepalese e gesuita padre Anthony Sharma. Nel maggio 2006, i leader della chiesa hanno dato il benvenuto alla dichiarazione parlamentare che ha affermato la natura laica dello stato nepalese, palese mutamento di quello che era definito il solo stato confessionale indù nel mondo. Il primo programma musicale cristiano in onda fu ospitato per celebrare l'inizio della libertà religiosa per la prima volta nella storia del Nepal.
I ribelli maoisti hanno preso di mira le istituzioni cattoliche negli ultimi anni, ad esempio dando alle fiamme due scuole cattoliche nel 2002 nella regione di Gurkha. Una missione nel Nepal orientale fu soggetta all'attacco degli insorti maoisti nel 2003, distruggendo una residenza, una clinica, una cappella, un asilo e cucine. Durante i tentativi maoisti di proclamare uno sciopero nazionale della scuola, essi attaccarono con una bomba una piccola scuola cattolica nella zona centro-occidentale del paese.
La Chiesa nepalese continua a crescere e diventa più attiva. Un convento è stato inaugurato insieme ad un centro per esercizi nel Nepal occidentale nel giugno 2006, il primo in assoluto nel Nepal occidentale. Prima chiesa cattolica per i nepalesi, nella chiesa dell'Assunzione a Katmandu si celebrano eucaristie in lingua inglese la domenica. Sei giovani nepalesi hanno partecipato alla Giornata Mondiale della Gioventù del 2005 a Colonia, in Germania, nonostante la difficoltà nell'ottenere il visto dalle autorità tedesche. I servizi di pastorale della carità perseguono diversi progetti nel paese, fra i quali il contrasto al commercio di donne e bambini e l'aiuto a coloro che sono colpiti da inondazioni e frane. Nell'ambito della cooperazione interreligiosa, la torcia olimpica fu portata in cima al sacro monte di Makalu, benedetta sia da papa Benedetto XVI che dal Dalai Lama.
Negli ultimi anni la minoranza cattolica è stata oggetto di attentati terroristici.
Nel luglio 2008 padre John Prakash, salesiano preside della scuola cattolica «Don Bosco» è stato assassinato. Dopo un anno, i responsabili non erano ancora stati individuati.
Il 23 maggio 2009, giorno in cui il Parlamento eleggeva il Primo ministro, un attentato dinamitardo ha devastato la Cattedrale dell'Assunzione, unico edificio di culto cattolico autorizzato nel Paese. L'esplosione, causata da un ordigno collocato sotto una sedia tra i fedeli, ha provocato tre morti e 13 feriti. La chiesa si trova a Dhobighat, sobborgo di Lalitpur, cittadina a pochi chilometri dalla capitale nepalese Kathmandu. Il parroco della cattedrale è padre Silas Bogati.
È stata la prima volta che in Nepal è stato colpito un edificio di culto cattolico. L'attentato è stato rivendicato dall'«Esercito per la difesa del Nepal», una formazione estremista, già responsabile di attentati a luoghi di culto islamici e cristiani.

## Organizzazione territoriale
La prima missione cattolica fu stabilita nel 1983 con un territorio proveniente dalla Diocesi di Patna, in India, ed affidata alla cura dei Gesuiti. Nel 1992 la chiesa dell'Assunzione, una nuova chiesa costruita con lo stesso nome di quella originaria, fu riconosciuta ufficialmente. Nel 1996 la missione sui iuris fu elevata al rango di prefettura apostolica. Il 10 febbraio 2007 papa Benedetto XVI ha elevato la prefettura apostolica del Nepal al rango di Vicariato apostolico e ha nominato primo vicario apostolico del Nepal, il padre Anthony Francis Sharma, S.I., assegnandogli la sede titolare vescovile di Gigti.

## Nunziatura apostolica
La nunziatura apostolica del Nepal è stata istituita il 10 settembre 1983 con il breve Qui Dei consilio di papa Giovanni Paolo II. Le funzioni della nunziatura sono esercitate dal nunzio apostolico in India, che risiede a Nuova Delhi.

### Nunzi apostolici
- Agostino Cacciavillan (30 aprile 1985 - 13 giugno 1990 nominato nunzio apostolico negli Stati Uniti d'America ed osservatore permanente presso le Nazioni Unite)
- Giorgio Zur † (13 agosto 1990 - 7 dicembre 1998 nominato presidente della Pontificia Accademia Ecclesiastica)
- Lorenzo Baldisseri (23 giugno 1999 - 12 novembre 2002 nominato nunzio apostolico in Brasile)
- Pedro López Quintana (8 febbraio 2003 - 10 dicembre 2009 nominato nunzio apostolico in Canada)
- Salvatore Pennacchio (13 novembre 2010 - 6 agosto 2016 nominato nunzio apostolico in Polonia)
- Giambattista Diquattro (21 gennaio 2017 - 29 agosto 2020 nominato nunzio apostolico in Brasile)
- Leopoldo Girelli, dal 13 settembre 2021